# Lower Frisco
Lower Frisco – jednostka osadnicza w Stanach Zjednoczonych, w stanie Nowy Meksyk, w hrabstwie Catron.